# Felizzano
Felizzano (piemontesisch Flissan) ist eine Gemeinde in der italienischen Provinz Alessandria (AL), Region Piemont.

## Lage und Einwohner
Die Gemeinde Felizzano liegt rund 15 km westlich von der Provinzhauptstadt Alessandria entfernt am Tanaro in der Hügellandschaft der Weinregion Monferrato. Das Gemeindegebiet umfasst eine Fläche von 25 km² und hat 2089 (Stand 31. Dezember 2023) Einwohner.
Die Nachbargemeinden sind Altavilla Monferrato, Fubine, Masio, Oviglio, Quargnento, Quattordio, Solero und Viarigi.

### Bevölkerungsentwicklung

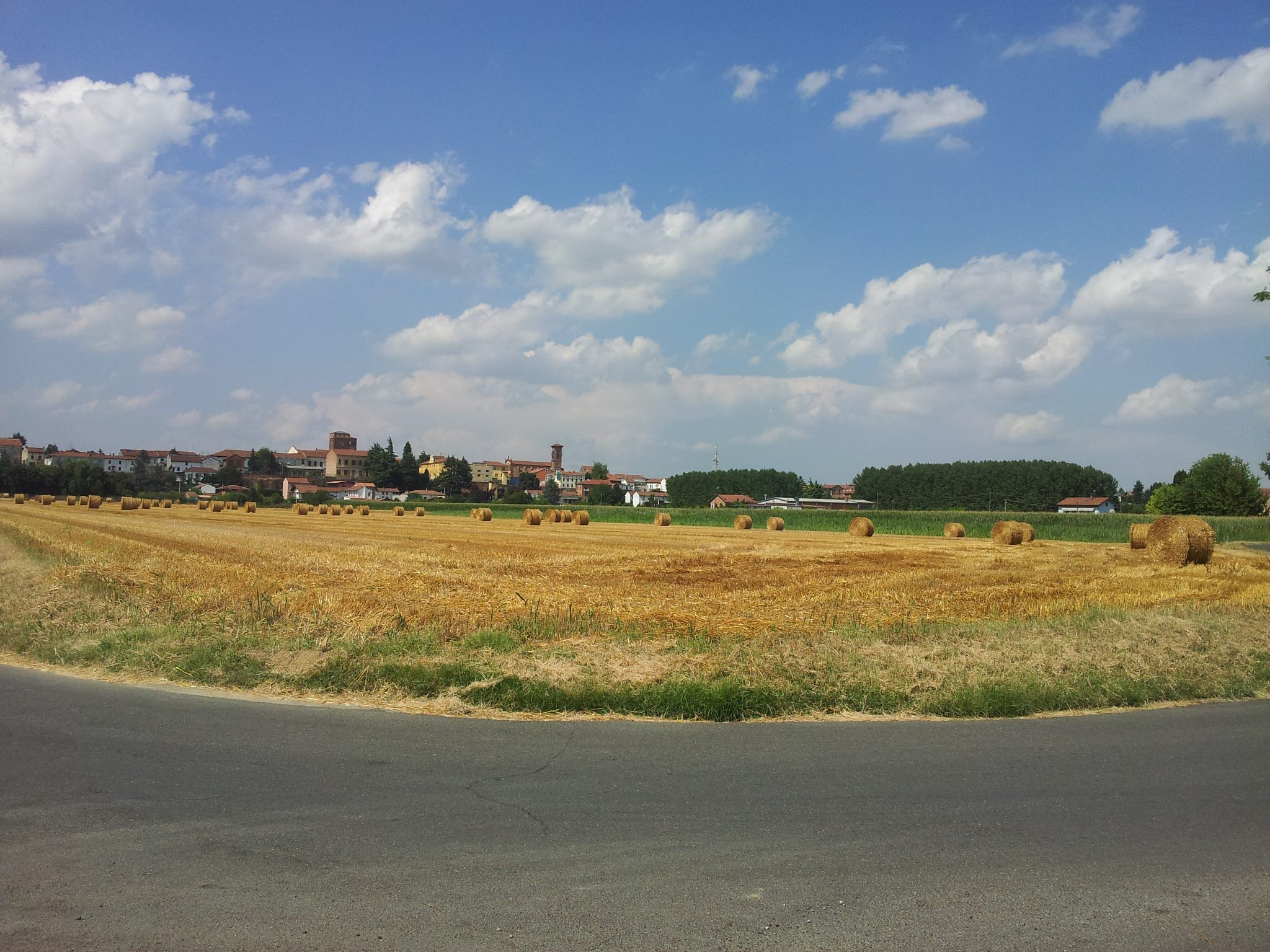
Panorama

### Verkehrsanbindung
Felizzano wird von der Staatsstraße 10 durchquert. Darüber hinaus wird es zusammen mit Quattordio von der Autostrada A21 mit einer Ein- und Ausfahrt bedient.
Die Gemeinde verfügt auch über einen Bahnhof an der Bahnstrecke Turin-Genua. Es gibt Verbindungen nach Alessandria, Tortona, Arquata Scrivia, Voghera, Asti und Turin.

## Geschichte

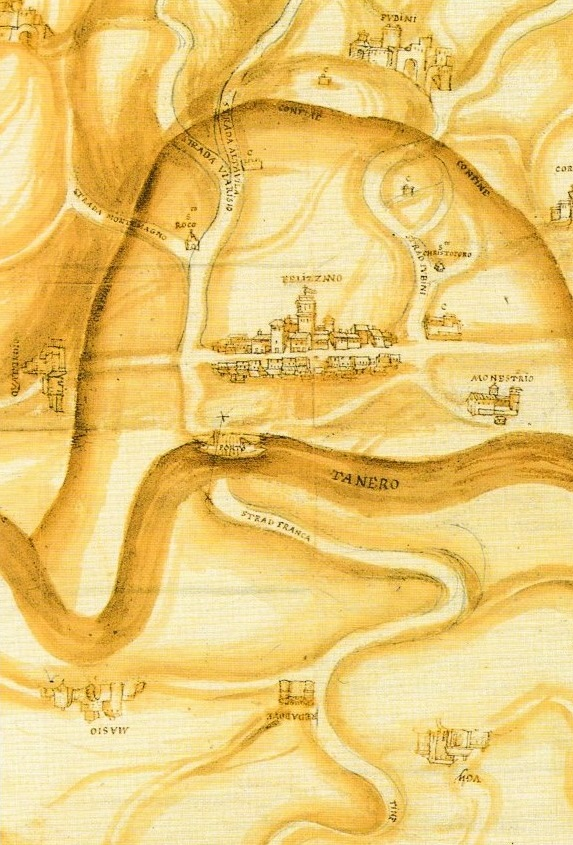
Karte von Fellizzano im 17. Jahrhundert

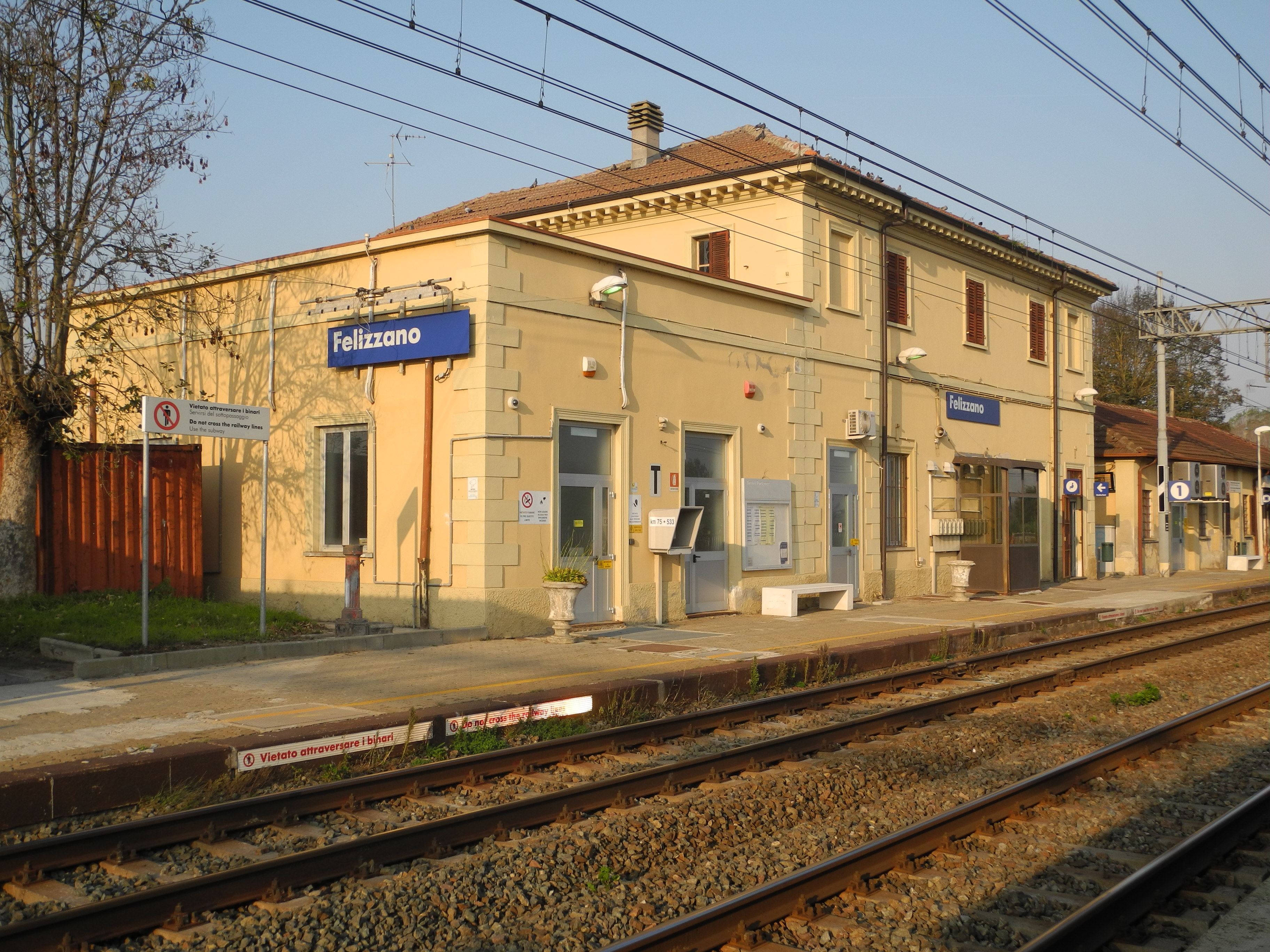
Der Bahnhof von Felizzano

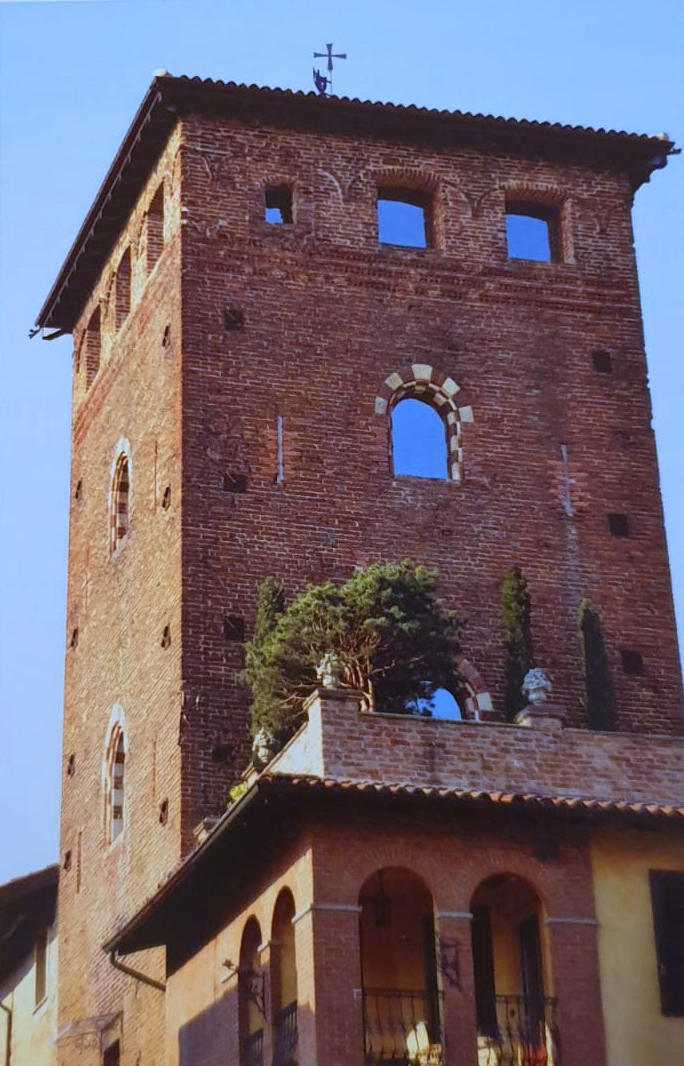
Der Cova Turm

Der Ortsname ist seit 880 durch die Formen Filicianus, Filicanus, Filizanus und Filixanus belegt. Die Siedlung wurde um 231 v. Chr. gegründet und gehörte zum Municipium di Hasta (heute Asti). Im Jahr 880 wurde es von Kaiser Karl dem Dicken dem Kloster Sant'Ambrogio in Mailand geschenkt, dem es 917 von Hugo von der Provence und 951 von Otto I. erneut bestätigt wurde.
Zur Zeit der Gründung von Alessandria im Jahr 1164 übertrug Friedrich I. es den Markgrafen von Monferrato. Von diesem Moment an begannen die Streitigkeiten um seinen Besitz zwischen diesen, den Gemeinden von Alessandria und der von Asti. Im Jahr 1404 nahm Facino Cane es in Besitz und vereinte es wieder unter den Besitztümern des Herzogtums Mailand. Nach dem Tod von Filippo Maria Visconti wurde es von französischen Truppen belagert und dem Erdboden gleichgemacht. Nachdem es wieder in die Hände der Familie Monferrato gelangt war, wurde es bald von der Familie Gonzaga erobert.
Im 17. Jahrhundert, während der spanischen Invasion, waren die Einwohner gezwungen, nach Alexandria zu fliehen und so ihren gesamten Besitz und ihre Häuser den Feinden zu überlassen. Das folgende Jahrhundert markierte den Übergang zur Familie Savoyen, die es zunächst an den Marquis Francesco Evasio Ribaldi und dann an Leonardo Colli verlieh.

## Sehenswürdigkeiten
- Die Mittelalterliche Befestigungsanlagen. Ab 1174 ließ Wilhelm V. von Montferrat Terrakottamauern zur Verteidigung des Dorfes erbauen. Der nördliche Teil der Mauer wurde im 17. Jahrhundert entfernt, während der südliche Teil noch heute erhalten ist, obwohl er im Laufe der Jahrhunderte durch wiederholte Einstürze geschwächt wurde. Ursprünglich wurde der Vorhang durch zwölf Türme mit halbrunder Basis bereichert, aber nur zwei blieben bis in die heutige Zeit erhalten.
- Der Cova-Turm aus dem 13. Jahrhundert. Im Inneren sind elegante Kassettendecken zu sehen.[3]
- Die Pfarrkirche San Michele aus dem Jahr 1500.
- Die alte Pfarrkirche Madonna della Fonte aus dem Jahr 1164.
- Die Landkirche San Rocco war ursprünglich Teil eines Lazzaretts und liegt daher außerhalb des ursprünglichen Kerns von Felizzano.
- Die Pfarrkirche San Pietro. Seit 1195 gibt es Hinweise auf diese Kirche, im Laufe der Jahre wurde sie mehrfach renoviert. In den 1930er Jahren wurde die Fassade im neugotischen Stil mit glasierten Terrakottadekorationen erneuert. Im Chor der Kirche sind zehn orientalisch gearbeitete Terrakottafliesen erhalten, die auf eine syrische Werkstatt zurückgehen, die zwischen dem 14. und dem frühen 15. Jahrhundert tätig war.[4]
- Der Astro Bio Parco. Ein Park für Kinder mit Tieren und Himmelsbeobachtungen am Teleskop, mit Bildungs- oder Freizeitworkshops.

## Persönlichkeiten
- Paolo Spingardi (Felizzano, * 2. November 1845 – Spigno Monferrato, † 22. September 1918) war ein italienischer General, Politiker und Sportmanager, Stellvertreter und Senator des Königreichs Italien, Kriegsminister während des Libyenkrieges und in den Jahren vor dem Ersten Weltkrieg Konflikt.